# Miksa Stein
Miksa Stein właściwie Maximilian Eugen Freiherr von Stein (ur. w 1814 w Wiedniu. zm. 13 kwietnia 1858 w Konstantynopolu) - baron, uczestnik powstania węgierskiego, generał armii tureckiej.
Od października 1848 był majorem honwedów i szefem sztabu Korpusu Baczkańskiego. Od stycznia 1849 pracował w ministerstwie wojny. Od końca kwietnia 1849 dowodził oddziałami oblężniczymi Białogrodu. Po upadku powstania węgierskiego udał się na emigrację do Imperium Osmańskiego razem z Józefem Bemem. Po przejściu na islam (przyjął imię Ferhad Pasza) został generałem armii osmańskiej.